# Vittore Branca

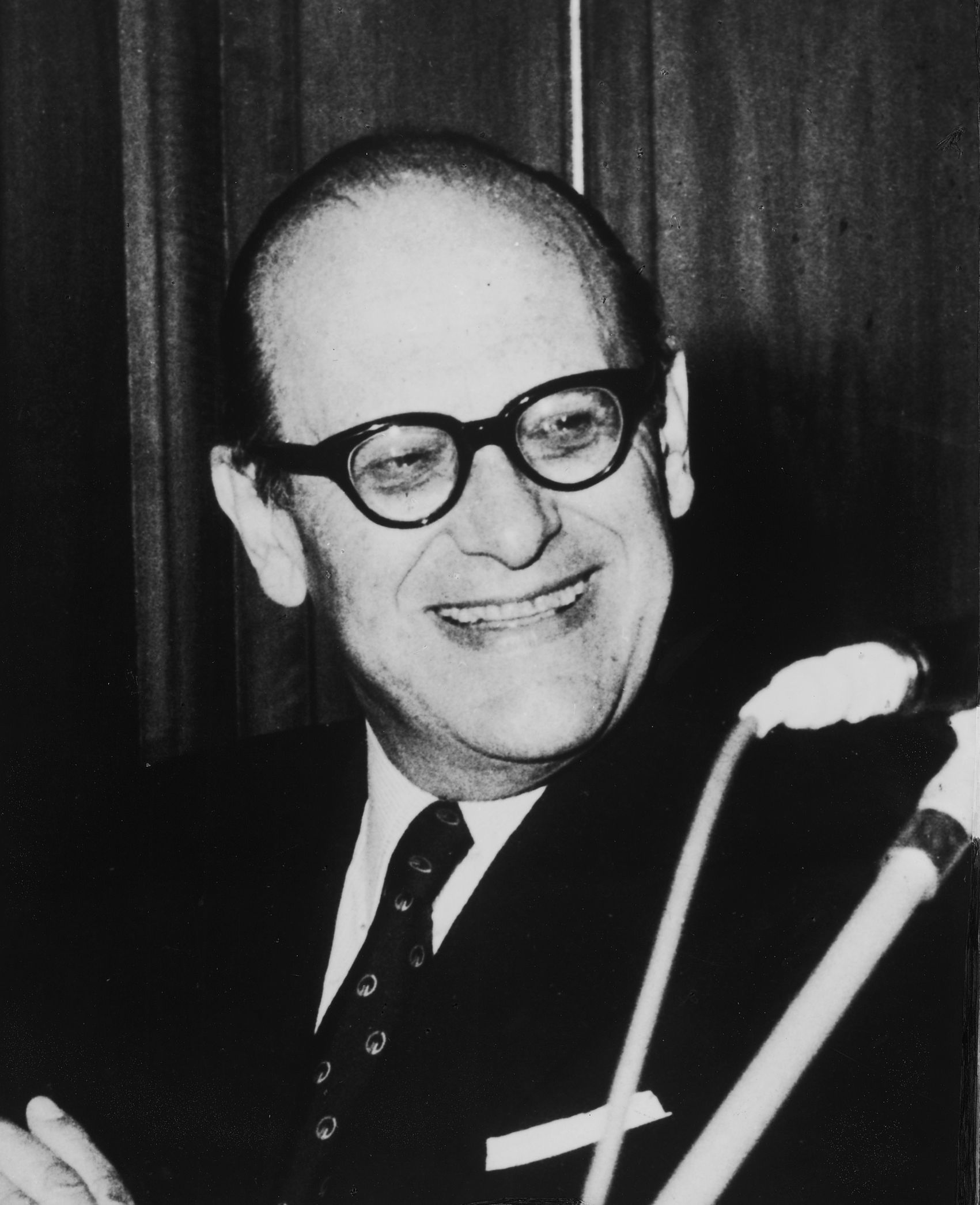
Vittore Felice Giovanni Branca

Vittore Felice Giovanni Branca (* 9. Juli 1913 in Savona; † 28. Mai 2004 in Venedig) war ein italienischer Romanist, Mediävist und Literaturwissenschaftler.

## Leben
Branca studierte ab 1931 an der Scuola Normale Superiore di Pisa bei Giovanni Gentile und promovierte 1935 mit der Arbeit Il cantare trecentesco e il Boccaccio del Filostrato e del Teseida (Florenz 1936). Er war dann Gymnasiallehrer in Florenz und engagierte sich in der Resistenza. Ab 1944 lehrte er an den Universitäten Florenz, Rom und Paris, ab 1953 lebenslang an der Universität Padua (von 1968 bis 1972 war er Gründungsrektor der Universität Bergamo). 1949 gründete er mit Giovanni Getto die Zeitschrift Lettere italiane.
Branca war Ritter der Ehrenlegion und Ehrenbürger der Stadt Florenz (2002). Er war Ehrendoktor der Universitäten Budapest (1967), New York (1973), Bergamo (1973), Sorbonne (1976), Mc Gill University (1985) und Köln (1998). 1976 wurde er in die American Academy of Arts and Sciences aufgenommen. Er war auswärtiges Mitglied der Polnischen Akademie der Wissenschaften. 1992 wurde er korrespondierendes Mitglied der British Academy. An der Universität Padua sind eine Bibliothek und ein Hörsaal nach ihm benannt.

## Veröffentlichungen

### Monografien
- Linee di una storia della critica al Decameron. Mailand 1939.
- Emilio De Marchi. Brescia 1946.
- Alfieri e la ricerca dello stile. Florenz 1948, 1959.
- Il Cantico di frate sole. Studio delle fonti e testo critico. Florenz 1950-
- Boccaccio medievale. Florenz 1956; zuletzt Mailand 2010 (englisch: Boccaccio. The man and his works. New York 1976).
- Un primo elenco dei codici e tre studi. Rom 1958 (= Tradizione delle opere di Giovanni Boccaccio. Band 1).
- Giovanni Boccaccio. Profilo biografico. Florenz 1977.
- mit Jean Starobinski: La filologia e la critica letteraria. Mailand 1978.
- Alfieri e la ricerca dello stile con cinque nuovi saggi. Bologna 1979.
- L’Umanesimo veneziano. Vicenza 1980 (= Storia della cultura veneta. Band 3).
- Boccaccio medievale e nuovi studi sul Decamerone. Florenz 1981.
- Poliziano e l’Umanesimo della parola. Turin 1983.
- Ponte Santa Trinità. Per amore di libertà. Per amore di verità. Venedig 1988.
- Un secondo elenco di manoscritti e studi sul testo del „Decameron“ con due appendici. Rom 1991.
- „Con amore volere“. Narrar di mercatanti fra Boccaccio e Machiavelli. Venedig 1996.
- La sapienza civile. Studi sull'umanesimo a Venezia. Florenz 1998.
- Il Capolavoro del Boccaccio e due diverse redazioni. 2. Variazioni narrative e stilistiche. Venedig 2002.
- Protagonisti nel Novecento. Incontri. Ritratti da vicino. Aneddoti, Turin 2004.

### Herausgaben
- Ermolao Barbaro Hermolaus Barbarus, Epistolae, orationes et carmina, Florenz 1943
- Giovanni Boccaccio, Amorosa visione, Florenz 1944
- Il Conciliatore. Foglio scientifico-letterario, 2 Bde., Florenz 1948, 1953-1954
- Giovanni Boccaccio, Decameron, 2 Bde., Florenz 1951-1952 (französisch, Paris 1953)
- Giovanni di Pagolo Morelli, Ricordi, Florenz 1956
- Giovanni Boccaccio, Rime. Caccia di Diana, Padua 1958
- Attilio Momigliano, Saggi goldoniani, Venedig/Rom 1959
- (mit Pier Giorgio Ricci) Un Autografo del "Decameron". Codice Hamiltoniano 90, Padua 1962
- Giuseppe De Luca (1898–1962), Letteratura di pietà a Venezia dal'300 al'600, Florenz 1963
- Tutte le opere di Giovanni Boccaccio, 10 Bde., Mailand 1964-1998
- Umanesimo europeo e umanesimo Veneziano, Florenz 1964
- Civiltà letteraria d'Italia. Saggi critici e storici, 3 Bde., Florenz 1967
- Rinascimento europeo e Rinascimento veneziano, Florenz 1967
- (mit Eugenio Montale) Emilio Cecchi, I Cipressi di Bolgheri, Florenz 1969
- Ermolao Barbaro, De Coelibatu. De Officio legati, Florenz 1969
- Vittorio Alfieri, Opere, Mailand 1969
- La Critica, forma caratteristica della civiltà moderna, Florenz 1970
- Rappresentazione artistica e rappresentazione scientifica nel "Secolo dei Lumi", Florenz 1972
- Italia, Venezia e Polonia tra Illuminismo e Romanticismo, Florenz 1973
- Dizionario critico della letteratura italiana, 3 Bde., Turin 1973
- Venezia e Ungheria nel Rinascimento, Florenz 1973
- Concetto, storia, miti e immagini del Medio Evo, Florenz 1973
- Giovanni Boccaccio, Decameron, Florenz 1976
- Mercanti scrittori. Ricordi nella Firenze tra Medioevo e Rinascimento, Mailand 1986
- Esopo toscano dei frati e dei mercanti trecenteschi, Venedig 1989
- Esopo veneto, Padua 1992
- Boccaccio visualizzato. Narrare per parole e per immagini fra Medioevo e Rinascimento, 3 Bde., Turin 1999